# Arquidiócesis de Campo Grande
La arquidiócesis de Campo Grande (en latín: Archidioecesis Campi Grandis y en portugués: Arquidiocese de Campo Grande) es una circunscripción eclesiástica latina de la Iglesia católica en Brasil, sede metropolitana de la provincia eclesiástica de Campo Grande. La arquidiócesis tiene al arzobispo Dimas Lara Barbosa como su ordinario desde el 4 de mayo de 2011.

## Territorio y organización
La arquidiócesis tiene 43 762 km² y extiende su jurisdicción sobre los fieles católicos de rito latino residentes en 8 municipios del estado de Mato Grosso del Sur: Campo Grande, Terenos, Bandeirantes, Jaraguari, Corguinho, Rochedo, Sidrolândia y Ribas do Rio Pardo.
La sede de la arquidiócesis se encuentra en la ciudad de Campo Grande, en donde se halla la Catedral de Nuestra Señora de la Abadía y San Antonio.
En 2019 en la arquidiócesis existían 49 parroquias agrupadas en 5 foranías.
La arquidiócesis tiene como sufragáneas a las diócesis de: Corumbá, Coxim, Dourados, Jardim, Naviraí y Três Lagoas.

## Historia
La diócesis de Campo Grande fue erigida el 15 de junio de 1957 con la bula Inter gravissima del papa Pío XII, obteniendo el territorio de la diócesis de Corumbá y de la prelatura territorial de Registro do Araguaia (hoy diócesis de Guiratinga). Originalmente era sufragánea de la arquidiócesis de Cuiabá.
El 3 de enero de 1978 cedió partes de su territorio para la erección por el papa Pablo VI de la diócesis de Três Lagoas (mediante la bula Sacer Praesul) y de la prelatura territorial de Coxim (hoy diócesis de Coxim, mediante la bula Qui ad beatissimi).
El 27 de noviembre de 1978 fue elevada al rango de arquidiócesis metropolitana con la bula Officii Nostri del papa Juan Pablo II.
El 20 de abril de 1986 se instituyó el seminario regional, dedicado a María Madre de la Iglesia.

## Estadísticas
De acuerdo al Anuario Pontificio 2020 la arquidiócesis tenía a fines de 2019 un total de 569 400 fieles bautizados.
| Año                                                                             | Población            | Población | Población      | Sacerdotes | Sacerdotes    | Sacerdotes    | Bautizados por sacerdote | Diáconos permanentes | Religiosos | Religiosos | Parroquias |
| Año                                                                             | Bautizados católicos | Total     | % de católicos | Total      | Clero secular | Clero regular | Bautizados por sacerdote | Diáconos permanentes | Varones    | Mujeres    | Parroquias |
| ------------------------------------------------------------------------------- | -------------------- | --------- | -------------- | ---------- | ------------- | ------------- | ------------------------ | -------------------- | ---------- | ---------- | ---------- |
| 1959                                                                            | ?                    | 158.954   | ?              | 53         | 1             | 52            | ?                        |                      | 103        | 114        | 16         |
| 1966                                                                            | 234 000              | 306 000   | 76.5           | 65         | 2             | 63            | 3600                     |                      | 110        | 155        | 18         |
| 1968                                                                            | 274 000              | 343 000   | 79.9           | 66         | 2             | 64            | 4151                     |                      | 79         | 150        | 16         |
| 1976                                                                            | 406 384              | 507 980   | 80.0           | 76         | 6             | 70            | 5347                     | 5                    | 97         | 161        | 30         |
| 1980                                                                            | 296 000              | 370 000   | 80.0           | 51         | 3             | 48            | 5803                     |                      | 68         | 120        | 13         |
| 1990                                                                            | 394 000              | 484 000   | 81.4           | 18         | 15            | 3             | 21 888                   |                      | 73         | 172        | 21         |
| 1999                                                                            | 550 000              | 700 000   | 78.6           | 78         | 28            | 50            | 7051                     |                      | 100        | 127        | 30         |
| 2000                                                                            | 550 000              | 700 000   | 78.6           | 90         | 34            | 56            | 6111                     |                      | 109        | 168        | 30         |
| 2001                                                                            | 550 000              | 730 000   | 75.3           | 94         | 30            | 64            | 5851                     |                      | 120        | 168        | 31         |
| 2002                                                                            | 550 000              | 730 000   | 75.3           | 96         | 36            | 60            | 5729                     |                      | 113        | 158        | 33         |
| 2003                                                                            | 550 000              | 730 000   | 75.3           | 94         | 27            | 67            | 5851                     |                      | 114        | 160        | 33         |
| 2004                                                                            | 1 634 696            | 2 169 688 | 75.3           | 101        | 31            | 70            | 16 185                   |                      | 123        | 186        | 33         |
| 2006                                                                            | 1 673 000            | 2 222 000 | 75.3           | 100        | 30            | 70            | 16 730                   | 2                    | 125        | 186        | 33         |
| 2013                                                                            | 543 292              | 913 096   | 59.5           | 106        | 41            | 65            | 5125                     | 3                    | 146        | 134        | 41         |
| 2016                                                                            | 557 000              | 936 000   | 59.5           | 130        | 53            | 77            | 4284                     | 7                    | 127        | 120        | 43         |
| 2019                                                                            | 569 400              | 958 300   | 59.4           | 128        | 49            | 79            | 4448                     | 8                    | 104        | 92         | 49         |
| Fuente: Catholic-Hierarchy, que a su vez toma los datos del Anuario Pontificio. |                      |           |                |            |               |               |                          |                      |            |            |            |

## Episcopologio

### Obispos de Campo Grande
- Antônio Barbosa, S.D.B. † (23 de enero de 1958-27 de noviembre de 1978 nombrado arzobispo)

### Arzobispos de Campo Grande
- Antônio Barbosa, S.D.B. † (27 de noviembre de 1978-12 de diciembre de 1986 retirado)
- Vitório Pavanello, S.D.B. (12 de diciembre de 1986 por sucesión-4 de mayo de 2011 retirado)
- Dimas Lara Barbosa, desde el 4 de mayo de 2011